# Tetragnatha tipula
Tetragnatha tipula este o specie de păianjeni din genul Tetragnatha, familia Tetragnathidae. A fost descrisă pentru prima dată de Simon, 1894. Conform Catalogue of Life specia Tetragnatha tipula nu are subspecii cunoscute.